# Шкляр, Владимир
Шкляр Владимир Исаакович— израильский дипломат, поэт и автор песен, чемпион Израиля по фехтованию. Глава представительства Министерства сельского хозяйства и продовольственной безопасности Израиля в РФ и СНГ, полномочный Министр Посольства Государства Израиль в РФ

## Биография
Владимир Шкляр окончил Омский институт физической культуры и спорта и в дальнейшем получил ученую степень доктора философии (PhD) в ВНИИФК.
Мастер спорта СССР по фехтованию.
Серебряный призёр Спартакиады народов РСФСР.
В 1990 году репатриировался в Израиль.

### Профессиональная деятельность
- С 2022 г. по н.в. — полномочный Министр Посольства Государства Израиль в РФ [3][4], глава представительства Министерства сельского хозяйства и продовольственной безопасности Израиля в РФ и СНГ.

- С 2019 г. по 2022 г. —  советник Посольства Государства Израиль в РФ[5], директор департамента Министерства туризма Израиля в РФ и СНГ.
- С 2014 по 2019 г. — заместитель генерального директора Министерства алии и интеграции Государства Израиль.
- С 2013 по 2017 г. вице-президент, а затем президент Европейской конфедерации фехтования.
- С 2011 по 2019 г. — вице-президент Национального олимпийского комитета Израиля, глава делегации Израиля на олимпиаде в Сочи.
- С 2007 г. — руководитель специальных проектов Муниципалитета Иерусалима, среди которых — строительство спорткомплекса «Арена» и развитие туризма из стран СНГ.
- С 2005 по 2007 г. — президент и генеральный директор ведущего футбольного клуба Израиля «Бейтар Иерушалаим».
- С 2003 по 2005 г. — начальник городского Управления спорта Иерусалима.
- С 2000 по 2014 г. — президент израильской федерации фехтования.
- В 1993 по 2003 г. — начальник отдела спорта высших достижений Управления спорта Муниципалитета Иерусалима, а также советник мэра города по вопросам алии и интеграции.
- До репатриации работал на кафедрах физвоспитания в Ленинградских институтах культуры и текстильной промышленности.

Лауреат премии им. Сергея Вайнштейна 2023 г.
Автор многочисленных стихов и песен, исполняемых известными артистами на ведущих площадках России и Израиля.
Автор саундтреков
- К фильму Сергея Урсуляка Праведник[6], лауреату кинопремии «Ника».